# North American T-2 Buckeye
North American T-2 Buckeye – dwumiejscowy (w układzie tandem), dwusilnikowy, turboodrzutowy amerykański samolot treningowy US Navy, opracowany i zbudowany przez North American Aviation. Prototyp YT2J-1 oblatano 31 stycznia 1958 roku.
Pierwsza wersja seryjna T2J-1 weszła do służby w listopadzie 1959 roku.

## Historia
W 1956 roku US Navy poszukiwała samolotu szkolno-treningowego, który pozwoliłby na prowadzenie podstawowego jak i zaawansowanego szkolenia z pilotażu samolotów z napędem odrzutowym. W odpowiedzi, North American Aviation pomijając fazę czysto prototypową, zaoferowało nową maszynę, bazującą konstrukcyjnie na doświadczeniach zebranych przy opracowaniu i produkcji FJ-1 Fury (z tego samolotu pochodzi struktura nośna) i T-28 Trojan (projekt i wyposażenie kokpitu), wygrywając przetarg. Oblot prototypu YT2J-1 (od 1962 roku nazywanego YT-2A) miał miejsce 31 stycznia 1958 roku.
Pierwszą seryjną wersję, oznaczoną 'T2J-1, wprowadzono do służby w listopadzie 1959 roku, zmieniając jej nazwę na T-2A od 1962 roku. Ostatnią z 217 maszyn pierwszej serii przekazano marynarce już w kwietniu 1961 roku.
Prototyp nowej, mocniejszej wersji, wyposażony tym razem w dwa silniki Pratt & Whitney i nieco zmodyfikowaną elektronikę pokładową, oblatano 30 sierpnia 1962. Produkcję pierwszych seryjnych maszyn w nowej wersji rozpoczęto w maju 1965 roku.
Trzecia wersja seryjna z silnikami General Electric J85 została oblatana 17 kwietnia 1968 roku. Wskutek wad, które wystąpiły w tej wersji w 1997 roku, trzykrotnie uziemiono ją na krótki czas.
Samolot zastąpił w służbie Lockheed T2V SeaStar, a od roku 2008 sam miał zostać wymieniony na T-45 Goshawk. Ostatnie lądowanie na lotniskowcu miało miejsce 23 lipca 2003 (inne źródła podają 25 lipca). Łącznie zbudowano 529 maszyn w różnych wersjach. W ciągu ponad 40 lat służby wyszkolono na T-2 Buckeye ponad 11 tys. pilotów US Navy, którzy latali potem na 18 typach samolotów. Niewielka liczba T-2 lata do dziś w lotnictwie cywilnym.
22 sierpnia 2015 roku US Navy oficjalnie wycofała samoloty z eksploatacji. Ostatnią jednostką używającą samoloty był dywizjon VT-86 z Naval Air Station Pensacola.

## Konstrukcja
Dwumiejscowy samolot w układzie wolnonośnego średniopłatu, o całkowicie metalowej konstrukcji, początkowo napędzany jednym (wersja T2J-1), następnie dwoma silnikami turboodrzutowymi (wersja YT2J-2/nazwana później T-2B, także późniejsza T-2C). 
Silnik w wersji T2J-1 był umieszczony w kadłubie, zespoły napędowe późniejszych wersji dwusilnikowych wraz z wlotami powietrza umieszczono u dołu kadłuba. 

Kadłub półskorupowy. Duże, łatwo otwierane osłony silników oraz wszystkie istotne podzespoły i systemy zaprojektowano tak, by były łatwo dostępne bez użycia drabinek na poziomie pasa dorosłego człowieka i poniżej, co czyniło samolot  przyjaznym w serwisowaniu i przygotowaniu do lotu również w warunkach polowych. 
Hermetyzowana kabina pilota i instruktora zawierała komplet instrumentów i urządzeń sterujących, umożliwiających pełną kontrolę zarówno z miejsca ucznia jak i instruktora. Fotel tego ostatniego, znajdujący się z tyłu, umieszczono wyżej, aby poprawić widoczność dla szkolącego. Standardowe dziś rozwiązanie było ówcześnie nowatorskie. Po raz pierwszy również w samolocie szkolno-treningowym zastosowano fotele wyrzucane Rockwell LS-1 z napędem rakietowym, pozwalające na awaryjne opuszczenie kabiny na ziemi (od 0 m do 16720 m (55000 stóp) i przy prędkościach od 55 do 525 węzłów).
Skrzydła o obrysie trapezowym, zwężające się ku końcówkom, na których umieszczono dodatkowe zbiorniki paliwa w gondolach o pojemności 102 galonów (386 litrów) każda. Wyposażone w hydraulicznie napędzane duże klapy i hamulce aerodynamiczne.
Usterzenie klasyczne z szeroką płetwą grzbietową, wolnonośne, ze statecznikiem poziomym zamontowanym w 1/3 wysokości statecznika pionowego. 
Podwozie trójgoleniowe z kołem przednim, z amortyzatorami olejowo-powietrznymi, całkowicie chowane hydraulicznie we wnęce kadłuba (goleń przednia) i skrzydeł (podwozie główne). Jego szeroki rozstaw, zapewniał dużą stabilność, a solidna konstrukcja przewidywała przyjmowanie znacznych przeciążeń, jakie mogą występować przy lądowaniu na lotniskowcach oraz w przypadku twardych lądowań w trakcie szkoleń. 
Samolot był wyposażony w hydraulicznie wciągany hak do lądowania na lotniskowcach.
Napęd stanowiły silniki turboodrzutowe: jeden Westinghouse J34-WE-48, bądź J34-WE-36 o ciągu 15,13 kN (T-2A); dwa Pratt & Whitney J60-P-6 o ciągu ok. 13,6 kN  (3000 lbf) każdy (T-2B), lub dwa General Electric J85-GE-4 o ciągu ok. 13,1 kN (T-2C). Rozruch silników nie wymagał zewnętrznych agregatów GPU i był możliwy dzięki pokładowemu akumulatorowi.
Konstrukcja samolotu, korzystająca częściowo ze sprawdzonych wzorców była wytrzymała, wygodna w obsłudze oraz serwisowaniu. Wybaczała również łatwo błędy pilotażowe, charakteryzowała się wręcz legendarną niezawodnością. W służbie pozostawała w różnych swoich wersjach ponad 40 lat.

## Wersje
T-2A Buckeye
dwumiejscowy odrzutowy samolot treningowy z jednym silnikiem turboodrzutowym Westinghouse J34-WE-36-Turbojet- o ciągu 15,13 kN. Oryginalne oznaczenie T2J-1 Buckeye. Wyprodukowano 217 sztuk.
YT-2B Buckeye (YT2J-2))
T-2A, przebudowane na prototypy T-2B, 2 sztuki
T-2B Buckeye
poprawiona, mocniejsza  wersja z dwoma silnikami turboodrzutowymi Pratt & Whitney J60-P-1 o ciągu 13,3 kN każdy. Wyprodukowano 97 sztuk.
YT-2C Buckeye
Prototyp T-2C powstały z T-2B.
T-2C Buckeye
Ostateczna wersja produkcyjna dla US Navy z dwoma silnikami General Electric J85-GE-4- o ciągu 13,1 kN każdy. Wyprodukowano 231 sztuk.
T-2D Buckeye
Wersja eksportowa dla Wenezueli na bazie T-2C. Wyprodukowano 12 sztuk.
T-2E Buckeye
Wersja eksportowa dla Grecji na bazie T-2C. Wyprodukowano 40 sztuk.